# Свистуха (Ставропольский край)
Свисту́ха — посёлок в Кочубеевском районе (муниципальном округе) Ставропольского края России.

## География
Расстояние до краевого центра: 34 км.
Расстояние до районного центра: 9 км.
К юго-западу от посёлка находится одноимённая гора.
В границах населённого пункта расположено общественное открытое кладбище площадью 40 000 м².

## История
До 16 марта 2020 года посёлок входил в упразднённый Барсуковский сельсовет.

## Население
| 1989 | 2002 | 2010 | 2014 |
| ---- | ---- | ---- | ---- |
| 290  | ↘226 | ↗275 | ↗300 |

По данным переписи 2002 года в национальной структуре населения преобладают русские (87 %).

## Инфраструктура
Медицинскую помощь оказывает фельдшерско-акушерский пункт.